# Paatos
Paatos fue una banda sueca de rock progresivo formada en el año 2000 por Reine Fiske, Stefan Dimle (ambos exmiembros de la banda Landberk), Petronella Nettermalm, Ricard Nettermalm y Johan Wallen (estos dos últimos de la banda Agg). La banda tiene influencias de Portishead y Massive Attack. 

## Historia
Tras su fundación en el año 2000, Paatos apareció en un festival de folk rock con la vocalista Turid Lindqvist, para después contratar a Petronella Nettermalm, la mujer de Ricard. Fiske fue reemplazado por Peter Nylander en la guitarra en 2003. 
En la primavera de 2001, Paatos publicó un EP titulado Tea/Perception. Al año siguiente, el grupo compuso la banda sonora de la película Nosferatu y publicó su primer LP, Timeloss. En 2004 se publicó Kallocain, primer disco con el guitarrista Nylander, y en 2006 salió a la venta Silence of Another Kind. Ya en 2007, Paatos publicó su primer álbum en directo, Sensors.
En mayo del 2016, anunciaron  en su cuenta oficial de Facebook, las separación definitiva de la banda, con un dibujo donde se aprecia "RIP - Paatos - 2001 - 2016" "Over and out, folks.."

## Miembros
- Petronella Nettermalm - voz
- Stefan Dimle - bajo
- Ricard Nettermalm - batería
- Johan Wallen - teclado y piano
- Peter Nylander - guitarra
- Reine Fiske - guitarra (2000 - 2003)

## Discografía
- Perception/Tea (EP, 2001)
- Timeloss (álbum, 2002)
- Kallocain (álbum, 2004)
- Silence of Another Kind (álbum, 2006)
- Sensors (álbum en directo, 2007)
- Breathing (álbum, 2011)
- V (álbum, 2012)
- Ligament (álbum, 2025)